# 4.6x36mm弾
4.6x36mm弾とは、ヘッケラー&コッホ社により1970年代に開発された弾薬である。これは試験生産されたHK36突撃銃のためのものだった。この自動小銃はどの軍でも制式採用されておらず、弾薬のほうも他に設計された銃で使用されたことは無い。
この弾薬を同時代のものと大きく分ける主な特徴は、スプーン・チップ（Löffelspitz）と呼ばれる構造の採用である。弾頭の片側にくぼんだエリアが設けられており、これは標的への命中後に弾丸が横転することを意図したもので、従来の高速・小型弾が持つよりも高いストッピングパワーを付与しようとしていた。

## 開発
1970年代、軍用小銃向けの弾薬はアメリカ合衆国のM16自動小銃が使用する5.56x45mm NATO弾に影響を受け、口径を小型化させていた。反動が小さく、重量が軽く、低伸弾道性があり、そして標的を高確率で無力化する兵器を作り出すという努力により、ヘッケラー&コッホはHK36突撃銃と4.6x36mm弾を設計した。

## 弾薬の型式
2種類の派生型が開発され、1種は弾芯が柔らかく作られ、もう一方は硬性の弾芯を付けていた。前者は対人用途を意識しており、後者は硬目標に対するもので装甲を貫通する。2種類とも弾丸が完全被甲されており、対人用の弾薬は鉛の弾芯を持つ一方、硬目標用の弾薬は弾芯が炭化タングステンで作られていた。

## 画像

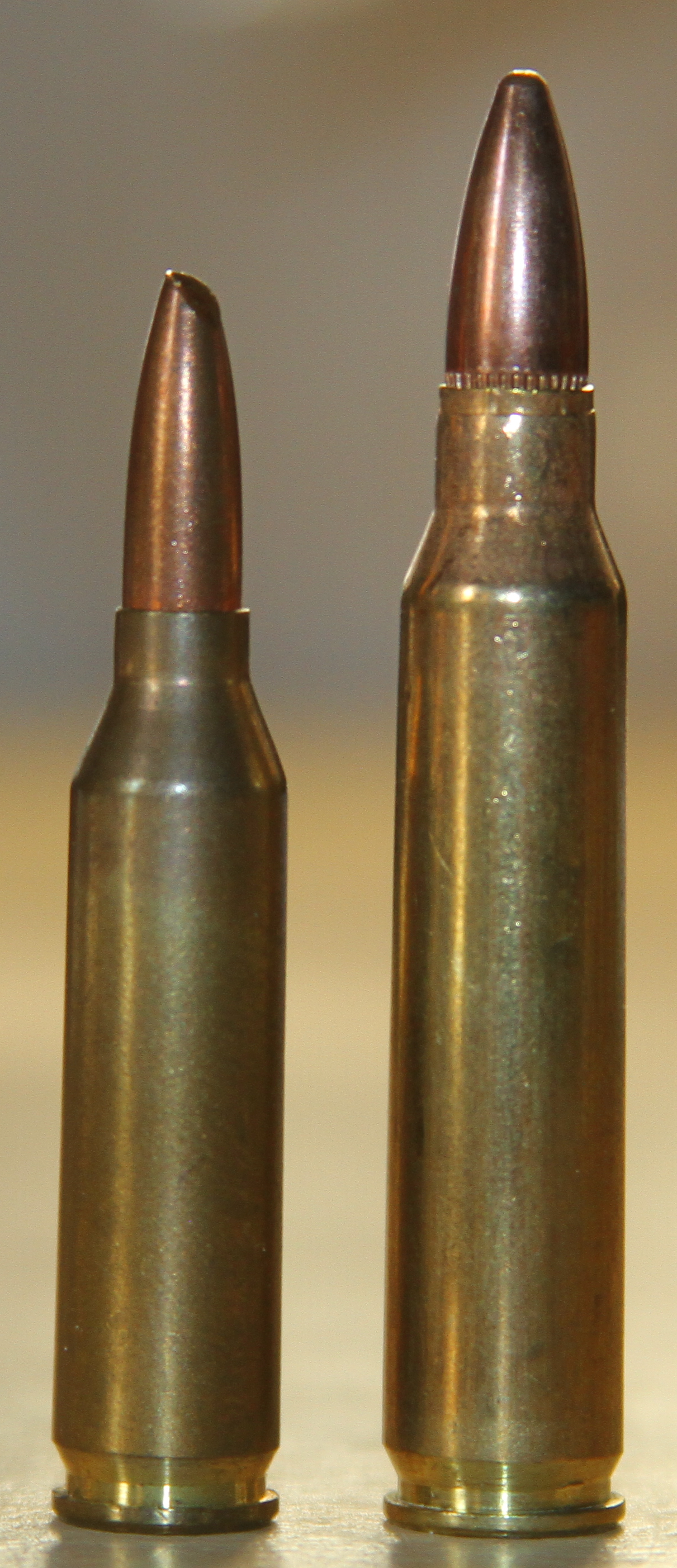
4.6x36mm弾。右の弾薬は.223 レミントン弾。